# Sorin Lavric
Sorin Lavric (n. 27 noiembrie 1967, Q122367680⁠(d))
Sorin Lavric (n. 27 noiembrie 1967, Q122367680⁠(d)) este un scriitor și politician român care din 2020 este membru al Senatului României.
Este absolvent al Facultății de Medicină (1993) și al Facultății de Filosofie (1996) și doctor în filosofie în 2005. După terminarea studiilor medicale a lucrat, timp de un an, ca stagiar, pentru ca mai apoi să renunțe la practica medicală care, deși l-ar fi împlinit social, i-ar fi stricat socotelile cu sine însuși.
O dată ce-și încheie studiile filosofice, se angajează ca redactor la Editura Humanitas în 1997. Din 2003 ține cursuri semestriale la Facultatea de Filosofie București, a căror tematică este axată pe filozofia lui Constantin Noica. Dintr-o nevoie organică, întemeiază Centru de Studii Constantin Noica, adunând în jurul său tineri cu potențial scriitoricesc. Împreună vor studia opera marelui filosof român. Întâlnirile s-au ținut la început la Casa Lovinescu, iar pe urmă la Biblioteca Națională a României.
De-a lungul anilor, a colaborat cu mai multe reviste precum România Literară și Ziarul Lumina. Cartea sa despre „Noica și mișcarea legionară” (2007) a fost întâmpinată pozitiv atât de către specialiști cât și de către publicul larg, în vreme ce „Decoct de femeie” (2019) a înfruntat reacții negative din partea unor critici literari care îi analizau ideile misogine.

## Carieră politică (2020–prezent)
Legislatura I (2020–2024)

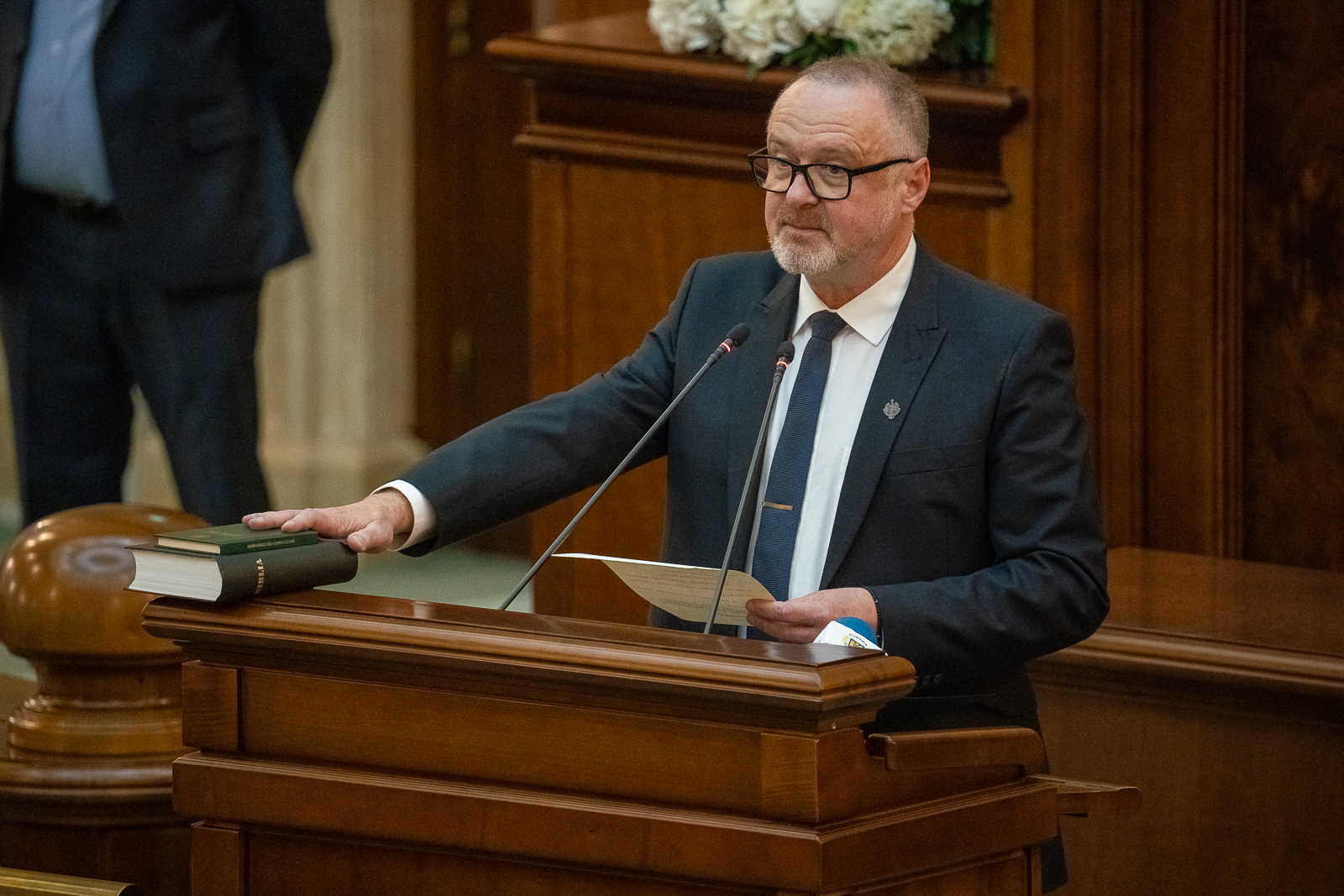
Lavric depunând jurământul în Senat, 21 decembrie 2024

La alegerile parlamentare din 6 decembrie 2020, a fost ales membru al Senatului de Neamț, din AUR, preluând mandatul pe 21 decembrie. Imediat după alegeri, Uniunea Scriitorilor din România a emis un comunicat prin care a anunțat că se distanțează de declarațiile politice radicale pe care le-a făcut Lavric.
Legislatura II (2024–prezent)
A fost reales senator la alegerile parlamentare din 2024.

## Lucrări
- Cartea de Crăciun, Humanitas, 1997.
- Ontologia lui Noica. O exegeză, Humanitas, 2005.
- Noica și mișcarea legionară, Humanitas, 2007.
- 10 Eseuri, Humanitas, 2010.
- Glasuri din bolgie, Ideea Europeană, 2018.
- Decoct de femeie, Ideea Europeană, 2019.
- Defazarea sufletească și alte eseuri, Ideea Europeană, 2020.
- Dincolo de verdictul estetic, Ideea Europeană, 2021.
- Despot de nuanțe, Ideea Europeană, 2022.

## Traduceri
- Martin Heidegger, Parmenide (în colaborare cu Bogdan Mincă), Ed. Humanitas, 2001
- Martin Heidegger, Problemele fundamentale ale fenomenologiei (în colaborare cu Bogdan Mincă), Ed. Humanitas, 2006

## Citate
„Nici un bărbat nu caută în femeie deșteptăciunea, profunzimea sau luciditatea. Cine vrea filosofie, nu o va găsi în capul femeii.” (Decoct de femeie, Sorin Lavric) 
„Nu sunt un admirator al sexului frumos. Admirația cere recunoașterea ab initio a unei relații de superioritate: admiri pe cineva pe care îl bănuiești a fi deasupra ta, pe când femeia poate fi cel mult dorită, dar în nici un caz admirată.” (Decoct de femeie, Sorin Lavric)
„Sunt trei împrejurări când priveliștea unei femei culminează în dezgust: când își face toaleta intimă, când își probează hainele în oglindă și când stă pe masa ginecologică.” (Decoct de femeie, Sorin Lavric)

## Gazetărie
Colaborează la revistele culturale: România literară, Revista Luceafărul, Idei în dialog și Psychologies.